# Mirskoi (Kovalévskoie)
|  | Per a altres significats, vegeu «Mirskoi (Kavkàzskaia)». |

Mirskoi - Мирской (rus) és un possiólok del krai de Krasnodar, a Rússia. Es troba a les planes que hi ha als vessants septentrionals del Caucas Nord, a la vora occidental del riu Kuban. És a 14 km al nord de Novokubansk i a 148 km a l'est de Krasnodar.
Pertany al poble de Kovalévskoie.